# Стайлз, Джеки
Джеки Мэри Стайлз (англ. Jackie Marie Stiles; род. 21 декабря 1978 года, Канзас-Сити, Канзас, США) — американская профессиональная баскетболистка, выступавшая в женской национальной баскетбольной ассоциации. Была выбрана на драфте ВНБА 2001 года в первом раунде под четвёртым номером командой «Портленд Файр». Играла на позиции атакующего защитника. После окончания своей карьеры вошла в тренерский штаб команды NCAA «Лойола-Мэримаунт Лайонс». В настоящее время является ассистентом главного тренера студенческой команды «Оклахома Сунерс».

## Ранние годы
Джеки родилась 21 декабря 1978 года в городе Канзас-Сити (Канзас) в семье Пэта и Пэм Стайлз, являясь старшей из четырёх детей, а выросла в небольшом городке Клафлин (Канзас), в котором училась в одноимённой средней школе, где выступала за местную баскетбольную команду.